# Władysław Szczepaniak
Władysław Szczepaniak (né le 19 mai 1910 à Varsovie et mort le 6 mai 1979 dans la même ville) était un footballeur polonais des années 1930 et 1940.

## Biographie
Ayant joué comme attaquant, puis comme défenseur, Władysław Szczepaniak fut international polonais à 34 reprises (1930-1947) pour aucun but inscrit. Sa première et sa dernière sélection furent jouées contre la Suède.
Il participa aux JO 1936, avec la Pologne. Il ne joua pas contre la Hongrie, ni contre la Grande-Bretagne, ni l'Autriche mais il fut titulaire dans le match pour la médaille de bronze, contre la Norvège. La Pologne termina quatrième du tournoi.
Il participa à la Coupe du monde de football de 1938, en tant que capitaine et fut titulaire contre le Brésil. Mais à la suite d'un match fou, la Pologne fut éliminée au premier tour.
Il joua toute sa carrière au KP Polonia Varsovie de 1926 à 1948, remportant une D1 (1946) et deux D2 polonaises (1933 et 1937).

## Clubs
- 1926-1948 :  KP Polonia Varsovie

## Palmarès
- Championnat de Pologne de football
  - Champion en 1946
  - Vice-champion en 1926
- Championnat de Pologne de football D2
  - Champion en 1933 et en 1937
- Jeux olympiques
  - Quatrième en 1936